# Лабковский, Михаил Александрович
Михаи́л Алекса́ндрович Лабко́вский (род. 17 июня 1961, Москва, СССР) — российский психолог, писатель, юрист, телеведущий и радиоведущий.
Журнал «Forbes» признал его самым узнаваемым психологом России с доходом 130 млн рублей в год. Обладатель серебряной кнопки YouTube. Автор книги-бестселлера «Хочу и буду. Принять себя, полюбить жизнь и стать счастливым» (2017) года, тираж которой в 2017 году составил 226 000 экземпляров, а также книги «Люблю и понимаю. Как растить детей счастливыми (и не сойти с ума от беспокойства)».

## Биография
Родился в Москве. Внук историка А. З. Манфреда. В детстве страдал синдромом дефицита внимания и гиперактивности.
В 1989 году окончил факультет психологии и педагогики Московского государственного педагогического института имени В. И. Ленина. Ранее дважды отчислялся из двух институтов — Московский государственный институт культуры (театрально-режиссёрский факультет) и МГПИ имени В. И. Ленина (исторический факультет). Имеет также юридическое образование, специалист в области семейного права.
Работал учителем младших классов и школьным психологом. В 1990-е годы состоял в государственной Московской семейной консультации.
В 1991 году поступил в «Family Mediation Service» в Иерусалиме.
В 1994 году прошёл нострификацию диплома в Израиле и получил степень магистра психологии Также работал психологом в вечерней школе и в мэрии Иерусалима, где занимался воспитанием трудных подростков в колониях.
На протяжении многих лет работает ведущим на различных радиостанциях в России и других странах. В конце 1990-х вёл эфиры на радио «Ностальжи».
С 2004 года вёл ночную программу и еженедельную интерактивную программу «Взрослым о взрослых» на радио «Эхо Москвы». В 2012 году программа была закрыта в связи со вступлением в силу закона Федеральный закон «О защите детей от информации, причиняющей вред их здоровью и развитию». В передаче «Без посредников» главный редактор радио Алексей Венедиктов заявил, «Так, передача „Взрослым о взрослых“ — пока закон не будет изменён, она не вернётся».
С 13 февраля 2016 по 2 марта 2022 года вёл передачу «Взрослым о взрослых» на радио «Серебряный дождь».
Выступал в качестве эксперта в программах «Про это» и «Принципе домино» на телеканале НТВ, а также в передаче «Моя семья» Валерия Комиссарова.
Имеет собственную семейную консультацию, которая занимается проблемами разводов, брачных контрактов, а также вопросами, связанными с детьми и мировыми соглашениями, проводит публичные консультации.
Ведёт блог на YouTube.